# 55854 Stoppani
55854 Stoppani è un asteroide della fascia principale. Scoperto nel 1996, presenta un'orbita caratterizzata da un semiasse maggiore pari a 1,9305306  UA e da un'eccentricità di 0,0898178, inclinata di 23,29726° rispetto all'eclittica.
L'asteroide è dedicato a tre membri della famiglia Stoppani: Eugenio che eresse il rifugio trasformato nell'osservatorio da cui è stata eseguita la scoperta, Edoardo padre di Eugenio e Antonio paleontologo.